# Silkeaber
Silkeaber er en gruppe af sydamerikanske aber i familien egernaber. Gruppen omfatter cirka 20 arter, hvoraf hovedparten placeres i slægterne Callithrix og Mico. Navnet silkeaber bliver også brugt om hele familien Callitrichidae, her kaldet egernaber. Silkeaber hører til den overordnede gruppe af vestaber (Platyrrhini).

## Beskrivelse
Silkeaber er som andre egernaber relativt små primater. Dværgsilkeaben er den mindste af alle egentlige aber. Kropslængden er 12 til 30 centimeter, halen 17 til 40 cm lang og vægten varierer mellem 85 og 470 gram. Pelsen er kort og tæt. Farven af pelsen varierer fra hvid over grå og brun til sort. Nogle gange er hovedet, bagdelen, lemmerne eller halen af en kontrasterende farve. Nogle arter har hvide øreduske.
Silkeaber har en unik bygning af tænderne. Fortænderne er forstørrede og hjørnetænderne formindskede, således at de forreste tænder er omtrent lige lange. Fortænderne er – ligesom gnavernes – mejselformede, fordi det tynde emaljelag på indersiden hurtigt bliver slidt. Disse omdannede tænder anvendes til at gnave hul i træernes bark, for at kunne komme til deres plantesaft.
Slægten Mico adskiller sig fra slægten Callithrix ved detaljer i tændernes bygning, i genetik samt ved den geografiske udbredelse: Callithrix-arterne er udbredt i det østlige Brasilien (hovedsagelig i skovbæltet Mata Atlântica, der går langs atlanterhavskysten fra Rio Grande do Norte til Rio Grande do Sul), mens Mico-arterne er udbredt i Amazonområdet, selvom arten Mico melanurus også forekommer i Pantanal og Gran Chaco.

## Udbredelse
Silkeaber er hjemmehørende i Sydamerika. Flertallet af arterne lever i amazonbækkenet i det nordlige Brasilien, nogle også i de nærliggende områder (sydlige Colombia, østlige Ecuador, østlige Peru og nordlige Bolivia). Kun arterne i Callithrix-slægten forekommer i det østlige og sydøstlige Brasilien.
De opholder sig i skove, både regnskove og tørre skove. De foretrækker sekundærskove (forstyrret urskov) og skovbryn, der har en tæt underskov. De er relativt tilpasningsdygtige og findes nogle gange også i plantager og haver.

## Levevis
Silkeaber lever i grupper på 2 til 15 dyr. Kun den dominante hun i en gruppe får unger. Hos den hvidørede silkeabe undertrykkes ægløsningen hos hunner med lavere status, således at de ikke er forplantningsdygtige.

### Føde
Saft fra træer, som de får fat i ved hjælp af deres særligt udviklede tænder, er for mange silkeaber vigtig eller ligefrem den vigtigste føde. Derudover lever de af frugt og anden planteføde såvel som insekter og andre smådyr, undertiden også hvirveldyr.

### Formering
Efter en drægtighedsperiode på omkring 130 til 150 dage føder hunnen oftest tveæggede tvillinger. Ungerne er ved fødslen meget store med en vægt på 25 procent af morens vægt. Faren og de andre flokmedlemmer deltager intentivt i opfostringen af ungerne og overgiver dem kun til moren, når de skal die. Forplantningsraten er høj, allerede fem til otte måneder efter fødslen kan hunnen igen få unger. Ungerne fravænnes efter nogle måneder og er kønsmodne efter et år eller halvanden.

## Slægter og arter
De fire slægter i gruppen silkeaber, hvor de tre førstnævnte tidligere blev betragtet som underslægter i Callithrix:
- Slægt Cebuella
  - Dværgsilkeabe, Cebuella pygmaea
- Slægt Callibella
  - Callibella humilis
- Slægt Mico [3][4]
  - Sølvsilkeabe, Mico argentatus
  - Hvid silkeabe, Mico leucippe
  - Mico melanurus
  - Mico intermedius
  - Mico emiliae
  - Mico nigriceps
  - Mico marcai
  - Mico humeralifer
  - Mico chrysoleucus
  - Mico mauesi
  - Mico saterei
  - Mico manicorensis
  - Mico acariensis
  - Mico rondoni
- Slægt Callithrix
  - Hvidøret silkeabe, Callithrix jacchus
  - Sortøret silkeabe, Callithrix penicillata
  - Callithrix kuhlii
  - Geoffreys silkeabe (hvidansigtet silkeabe), Callithrix geoffroyi
  - Callithrix aurita
  - Callithrix flaviceps